# Новороссийский прокатный завод
Новороссийский прокатный завод — металлургическое предприятие в городе Шахты Ростовской области по производству арматурного проката, стальной заготовки, шлакового щебня. Входит в состав группы компаний «Новоросметалл».

## История
В 2020 году Новороссийский прокатный завод приобрел на торгах активы Ростовского электрометаллургического завода (РЭМЗ). Новым владельцем планировалось инвестировать в модернизацию предприятия более 500 млн руб.

## Финансы
В этом же 2020 году Новороссийский прокатный завод вошёл в топ-10 предприятий Дона с наибольшей выручкой за год.
В 2021 году предприятие увеличило выручку в 2,4 раза и смогло выйти на чистую прибыль.

## Мощности
Проектная мощность электросталеплавильного цеха составляет 830 000 тонн в год, а сортопрокатного — 530 000 тонн в год.

За год заводом перерабатывается 120 000 тонн шлака.

## Персонал и руководство
2023 - по н. в. - Исполнительный директор Антоньян Г. А.
2021 — 2023 — генеральный директор Сторчак И. В.

2020—2021 — генеральный директор Гальченко А. В.

Общая численность персонала завода на октябрь 2022 года составляет около 1600 человек.
На базе предприятия имеется свой учебный центр, проводящий обучение сотрудников по программам профессиональной подготовки на сталеваров, подручных сталеваров, стропальщиков, вальцовщиков и другие специальности.